# Хайэм, Николас
Николас Джон Хайэм (англ. Nicholas John Higham; 25 декабря 1961, Солфорд — 20 января 2024) – британский математик,  учёный в области численных методов линейной алгебры и численного анализа, профессор-исследователь Королевского общества и профессор кафедры прикладной математики имени Ричардсона на математическом факультете Манчестерского университета.

## Биография
Родился в Солфорде 25 декабря 1961 года. Учился в гимназии и колледже в Эклсе и в Манчестерском университете, где получил степень бакалавра наук по математике (1982), магистра наук по численному анализу и вычислениям (1983) и степень доктора философии по численному анализу (1985).
С 1985 года преподавал математику в Манчестерском университете, с 1996 года профессор кафедры прикладной математики.
В 1988—1989 годах приглашённый доцент кафедры компьютерных наук в Корнеллском университете, Итака, Нью-Йорк.
Наиболее известен своими работами  в области точности и устойчивости численных алгоритмов. Автор более 140 рецензируемых публикаций  по таким темам, как анализ ошибок округления, линейные системы, задачи наименьших квадратов, матричные функции и нелинейные матричные уравнения, задачи близости матриц, оценка числа обусловленности и обобщенные задачи на собственные значения. Внёс вклад в программное обеспечение LAPACK и библиотеки NAG, а также в код, включенный в дистрибутив MATLAB.
Президент Общества промышленной и прикладной математики (SIAM) в 2017–2018 годах. Член Королевской инженерной академии (2022). Член Лондонского королевского общества (2007). Член Европейской академии (2016).
Умер от лейкемии 20 января 2024 года в возрасте 62 лет.

## Награды и премии
- премия Олстона С. Хаусхолдера VI, 1987 (за лучшую докторскую диссертацию по числовой алгебре 1984—1987),
- премия Лесли Фокса 1988 года за численный анализ,
- премия Уайтхеда 1999 года от Лондонского математического общества,
- Золотая медаль IMA 2020 года ,
- премия Нейлора 2019 года от Лондонского математического общества,
- премия Джорджа Полиа 2021 года за математическое изложение от Общества промышленной и прикладной математики (SIAM)
- премия Ганса Шнайдера 2022 года по линейной алгебре
- премия Вольфсона за исследовательские заслуги Королевского общества (2003—2008).
- в 2008 году получил премию Фрелиха в знак признания «его ведущего вклада в численную линейную алгебру и числовой анализ устойчивости».